# Charles Cyphers
Charles Cyphers (n. 28 iulie 1939, Niagara Falls, New York, SUA – d. 4 august 2024, Tucson, Arizona, SUA) a fost un actor american, cunoscut pentru rolul șerifului Brackett din filmul Halloween (1978), continuarea acestuia (1981) și Halloween Kills (2021).

## Carieră
Cyphers este recunoscut pentru rolul său în mai multe filme regizate de John Carpenter, în special pentru rolul șerifului Leigh Brackett în filmul Halloween din 1978. A reluat acest rol în continuarea din 1981. A apărut în alte filme cu Carpenter, precum Ceața (1980) și Evadare din New York (1981).
La televizor, a apărut în seriale precum Charlie's Angels, The Bionic Woman, Sliders, Dallas, ER, Seinfeld, JAG, Hill Street Blues și Any Day Now.
În 2021 s-a anunțat că Cyphers va relua rolul șerifului Leigh Brackett într-o nouă parte a seriei Halloween, intitulată Halloween Kills.
A decedat în Tucson, Arizona, pe 4 august 2024, la vârsta de 85 de ani.

## Filmografie
- Truck Turner (1974) ....Bețiv
- Vigilante Force (1976) ....Perry Beal
- Assault on Precinct 13 (1976) ....Starker
- MacArthur (1977) ....Forest Harding
- Coming Home (1978) ....Pee Wee
- Someone's Watching Me! (1978) ....Gary Hunt
- Halloween (1978) ....Șeriful Leigh Brackett
- Elvis (1979)....Sam Phillips
- The Onion Field (1979) ....Capelan
- Borderline (1980) ....Ski
- The Fog (1980)....Dan O'Bannon
- Escape from New York (1981) ....Secretarul de Stat
- Halloween II (1981) ....Șeriful Leigh Brackett
- Death Wish II (1982) ....Ronald Kay
- Honkytonk Man (1982) ....Stubbs
- Hunter's Blood (1986) ....Woody
- Grizzly II: The Predator (1987) ....Steve
- Big Bad Mama II (1987) ....Stark
- Gleaming the Cube (1989) ....Harvey McGill
- Major League (1989) ....Charlie Donovan
- Loaded Weapon 1 (1993) ....Interrogator
- Mach 2 (2001) ....Harry Olson
- Critical Mass (2001) ....Henderson
- Dead Calling (2006) ....Chuck Walker
- Sin-Jin Smyth (2006)
- Methodic (2007) ....Sparranza
- Halloween Kills (2021) ....Șeriful Leigh Brackett